# 5 guldenów gdańskich 1935
5 guldenów gdańskich 1935 – moneta pięcioguldenowa, wprowadzona do obiegu 15 lipca 1935 r. Była w obiegu do 30 września 1939 r.

## Awers
Na tej stronie umieszczono na owalnej tarczy herb Gdańska, podtrzymywany z obydwu stron przez lwy, nad herbem napis w trzech wierszach „NEC / TEMERE / NEC TIMIDE” (pol.: ani lekkomyślnie, ani bojaźliwie).

## Rewers
W centralnej części umieszczono statek żaglowy – kogę, dookoła otokowo napis „Freie Stadt Danzig 1935 •Fünf Gulden•” (pol.: Wolne Miasto Gdańsk 1935 Pięć Guldenów).

## Rant
Na rancie umieszczono ornament – arabeskę.

## Nakład
Monetę bito w mennicy w Berlinie, w niklu, na krążku o średnicy 29 mm, masie 11 gramów, w nakładzie 800 000 sztuk. Autorem projektu był E.Volmar.

## Opis
Ze względu na strategiczny materiał (nikiel) w jakim wybito monetę, wycofanie jej z obiegu praktycznie nastąpiło na samym początku II wojny światowej.